# Timi Max Elšnik
Timi Max Elšnik (Kidričevo, 29 aprile 1998) è un calciatore sloveno, centrocampista della Stella Rossa e della nazionale slovena.

## Caratteristiche tecniche
È un centrocampista centrale.

## Carriera

### Club
Cresciuto nel settore giovanile dell'Aluminij, nel 2015 viene acquistato dal Derby County; debutta fra i professionisti il 23 agosto 2017 in occasione dell'incontro di Carabao Cup vinto ai rigori contro il Carlisle Utd; negli anni seguenti viene ceduto tre volte in prestito in quarta divisione e nel 2019 rimane svincolato. Il 14 gennaio 2020 fa ritorno in patria firmando con l'Olimpia Lubiana.

### Nazionale
Ha giocato nelle nazionali giovanili slovene Under-17, Under-18 ed Under-19.
Nel 2021 viene convocato dalla nazionale under-21 per il campionato europeo di categoria; il 24 marzo scende in campo nel match della fase a gironi contro la Spagna.
Il 28 settembre 2021 viene convocato per la prima volta in nazionale maggiore dal CT sloveno Matjaž Kek. L'8 settembre seguente fa il suo debutto subentrando al posto di Jasmin Kurtić nel match vinto contro il Malta (0-4).
Il 26 marzo 2024 realizza il suo primo gol con la selezione slovena nel successo per 2-0 in amichevole contro il Portogallo.

## Statistiche
Statistiche aggiornate al 16 marzo 2023.

### Presenze e reti nei club
| Stagione               | Squadra                | Campionato             | Campionato | Campionato | Coppe nazionali | Coppe nazionali | Coppe nazionali | Coppe continentali | Coppe continentali | Coppe continentali | Altre coppe | Altre coppe | Altre coppe | Totale | Totale |
| Stagione               | Squadra                | Comp                   | Pres       | Reti       | Comp            | Pres            | Reti            | Comp               | Pres               | Reti               | Comp        | Pres        | Reti        | Pres   | Reti   |
| ---------------------- | ---------------------- | ---------------------- | ---------- | ---------- | --------------- | --------------- | --------------- | ------------------ | ------------------ | ------------------ | ----------- | ----------- | ----------- | ------ | ------ |
| 2016-2017              | Derby County           | FLC                    | 0          | 0          | FACup+CdL       | 0+2             | 0               |                    | -                  | -                  |             | -           | -           | 2      | 0      |
| 2017-gen. 2018         | Derby County           | FLC                    | 0          | 0          | FACup+CdL       | 0+1             | 0               |                    | -                  | -                  |             | -           | -           | 1      | 0      |
| Totale Derby County    | Totale Derby County    | Totale Derby County    | 0          | 0          |                 | 3               | 0               |                    | -                  | -                  |             | -           | -           | 3      | 0      |
| gen.-giu. 2018         | Swindon Town           | FL2                    | 22         | 3          | FACup+CdL       | 1+0             | 0               |                    | -                  | -                  | EFL Trophy  | 2           | 0           | 25     | 3      |
| 2018-gen. 2019         | Mansfield Town         | FL2                    | 19         | 3          | FACup+CdL       | 1+0             | 0               |                    | -                  | -                  | EFL Trophy  | 4           | 1           | 24     | 4      |
| gen.-giu. 2019         | Northampton Town       | FL2                    | 9          | 1          | FACup+CdL       | 0               | 0               |                    | -                  | -                  | EFL Trophy  | 0           | 0           | 9      | 1      |
| gen.-giu. 2020         | Olimpia Lubiana        | 1.SNL                  | 11         | 3          | CS              | 0               | 0               |                    | -                  | -                  |             | -           | -           | 11     | 3      |
| 2020-2021              | Olimpia Lubiana        | 1.SNL                  | 31         | 3          | CS              | 2               | 1               | UEL                | 2                  | 0                  |             | -           | -           | 35     | 4      |
| 2021-2022              | Olimpia Lubiana        | 1.SNL                  | 21         | 1          | CS              | 1               | 0               | UECL               | 4                  | 0                  |             | -           | -           | 26     | 1      |
| 2022-2023              | Olimpia Lubiana        | 1.SNL                  | 33         | 7          | CS              | 4               | 2               | UECL               | 3                  | 0                  |             | -           | -           | 40     | 9      |
| 2023-2024              | Olimpia Lubiana        | 1.SNL                  | 33         | 7          | CS              | 1               | 0               | UCL+UEL+UECL       | 5+2+5              | 3+0+0              |             | -           | -           | 46     | 10     |
| Totale Olimpia Lubiana | Totale Olimpia Lubiana | Totale Olimpia Lubiana | 129        | 21         |                 | 8               | 3               |                    | 21                 | 3                  |             | -           | -           | 158    | 27     |
| 2024-2025              | Stella Rossa           | SL                     | 21         | 3          | CS              | 1               | 0               | UCL                | 10                 | 0                  |             | -           | -           | 32     | 3      |
| Totale carriera        | Totale carriera        | Totale carriera        | 200        | 31         |                 | 14              | 3               |                    | 31                 | 3                  |             | 6           | 1           | 251    | 38     |

### Cronologia presenze e reti in nazionale
| Cronologia completa delle presenze e delle reti in nazionale ― Slovenia | Cronologia completa delle presenze e delle reti in nazionale ― Slovenia | Cronologia completa delle presenze e delle reti in nazionale ― Slovenia | Cronologia completa delle presenze e delle reti in nazionale ― Slovenia | Cronologia completa delle presenze e delle reti in nazionale ― Slovenia | Cronologia completa delle presenze e delle reti in nazionale ― Slovenia | Cronologia completa delle presenze e delle reti in nazionale ― Slovenia | Cronologia completa delle presenze e delle reti in nazionale ― Slovenia |
| Data                                                                    | Città                                                                   | In casa                                                                 | Risultato                                                               | Ospiti                                                                  | Competizione                                                            | Reti                                                                    | Note                                                                    |
| ----------------------------------------------------------------------- | ----------------------------------------------------------------------- | ----------------------------------------------------------------------- | ----------------------------------------------------------------------- | ----------------------------------------------------------------------- | ----------------------------------------------------------------------- | ----------------------------------------------------------------------- | ----------------------------------------------------------------------- |
| 8-10-2021                                                               | Ta' Qali                                                                | Malta                                                                   | 0 – 4                                                                   | Slovenia                                                                | Qual. Mondiali 2022                                                     | -                                                                       | 83’                                                                     |
| 27-9-2022                                                               | Solna                                                                   | Svezia                                                                  | 1 – 1                                                                   | Slovenia                                                                | UEFA Nations League 2022-2023 - 1º turno                                | -                                                                       | 71’                                                                     |
| 16-6-2023                                                               | Helsinki                                                                | Finlandia                                                               | 2 – 0                                                                   | Slovenia                                                                | Qual. Euro 2024                                                         | -                                                                       | 79’                                                                     |
| 19-6-2023                                                               | Lubiana                                                                 | Slovenia                                                                | 1 – 1                                                                   | Danimarca                                                               | Qual. Euro 2024                                                         | -                                                                       |                                                                         |
| 7-9-2023                                                                | Lubiana                                                                 | Slovenia                                                                | 4 – 2                                                                   | Irlanda del Nord                                                        | Qual. Euro 2024                                                         | -                                                                       | 90’                                                                     |
| 10-9-2023                                                               | Serravalle                                                              | San Marino                                                              | 0 – 4                                                                   | Slovenia                                                                | Qual. Euro 2024                                                         | -                                                                       | 71’                                                                     |
| 14-10-2023                                                              | Lubiana                                                                 | Slovenia                                                                | 3 – 0                                                                   | Finlandia                                                               | Qual. Euro 2024                                                         | -                                                                       |                                                                         |
| 17-10-2023                                                              | Belfast                                                                 | Irlanda del Nord                                                        | 0 – 1                                                                   | Slovenia                                                                | Qual. Euro 2024                                                         | -                                                                       | 37’                                                                     |
| 17-11-2023                                                              | Copenaghen                                                              | Danimarca                                                               | 2 – 1                                                                   | Slovenia                                                                | Qual. Euro 2024                                                         | -                                                                       | 32’ 62’                                                                 |
| 20-11-2023                                                              | Lubiana                                                                 | Slovenia                                                                | 2 – 1                                                                   | Kazakistan                                                              | Qual. Euro 2024                                                         | -                                                                       |                                                                         |
| 20-1-2024                                                               | San Antonio                                                             | Stati Uniti                                                             | 0 – 1                                                                   | Slovenia                                                                | Amichevole                                                              | -                                                                       | cap.                                                                    |
| 21-3-2024                                                               | Ta' Qali                                                                | Malta                                                                   | 2 – 2                                                                   | Slovenia                                                                | Amichevole                                                              | -                                                                       | 62’                                                                     |
| 26-3-2024                                                               | Lubiana                                                                 | Slovenia                                                                | 2 – 0                                                                   | Portogallo                                                              | Amichevole                                                              | 1                                                                       |                                                                         |
| 4-6-2024                                                                | Lubiana                                                                 | Slovenia                                                                | 2 – 1                                                                   | Armenia                                                                 | Amichevole                                                              | -                                                                       | 59’                                                                     |
| 8-6-2024                                                                | Lubiana                                                                 | Slovenia                                                                | 1 – 1                                                                   | Bulgaria                                                                | Amichevole                                                              | -                                                                       |                                                                         |
| 16-6-2024                                                               | Stoccarda                                                               | Slovenia                                                                | 1 – 1                                                                   | Danimarca                                                               | Euro 2024 - 1º turno                                                    | -                                                                       | 75’                                                                     |
| 20-6-2024                                                               | Monaco di Baviera                                                       | Slovenia                                                                | 1 – 1                                                                   | Serbia                                                                  | Euro 2024 - 1º turno                                                    | -                                                                       | 90+1’                                                                   |
| 25-6-2024                                                               | Colonia                                                                 | Inghilterra                                                             | 0 – 0                                                                   | Slovenia                                                                | Euro 2024 - 1º turno                                                    | -                                                                       |                                                                         |
| 1-7-2024                                                                | Francoforte sul Meno                                                    | Portogallo                                                              | 0 – 0 dts (3 – 0 dtr)                                                   | Slovenia                                                                | Euro 2024 - Ottavi di finale                                            | -                                                                       | 106’                                                                    |
| 6-9-2024                                                                | Lubiana                                                                 | Slovenia                                                                | 1 – 1                                                                   | Austria                                                                 | UEFA Nations League 2024-2025 - 1º turno                                | -                                                                       |                                                                         |
| 9-9-2024                                                                | Lubiana                                                                 | Slovenia                                                                | 3 – 0                                                                   | Kazakistan                                                              | UEFA Nations League 2024-2025 - 1º turno                                | -                                                                       |                                                                         |
| 10-10-2024                                                              | Oslo                                                                    | Norvegia                                                                | 3 – 0                                                                   | Slovenia                                                                | UEFA Nations League 2024-2025 - 1º turno                                | -                                                                       |                                                                         |
| 13-10-2024                                                              | Almaty                                                                  | Kazakistan                                                              | 0 – 1                                                                   | Slovenia                                                                | UEFA Nations League 2024-2025 - 1º turno                                | -                                                                       |                                                                         |
| 14-11-2024                                                              | Lubiana                                                                 | Slovenia                                                                | 1 – 4                                                                   | Norvegia                                                                | UEFA Nations League 2024-2025 - 1º turno                                | -                                                                       |                                                                         |
| 17-11-2024                                                              | Vienna                                                                  | Austria                                                                 | 1 – 1                                                                   | Slovenia                                                                | UEFA Nations League 2024-2025 - 1º turno                                | -                                                                       | 81’                                                                     |
| 20-3-2025                                                               | Bratislava                                                              | Slovacchia                                                              | 0 – 0                                                                   | Slovenia                                                                | UEFA Nations League 2024-2025 - Play-out                                | -                                                                       | 78’                                                                     |
| 23-3-2025                                                               | Lubiana                                                                 | Slovenia                                                                | 1 – 0 dts                                                               | Slovacchia                                                              | UEFA Nations League 2024-2025 - Play-off                                | -                                                                       | 90’                                                                     |
| 6-6-2025                                                                | Lussemburgo                                                             | Lussemburgo                                                             | 0 – 1                                                                   | Slovenia                                                                | Amichevole                                                              | -                                                                       | 78’                                                                     |
| Totale                                                                  |                                                                         | Presenze                                                                | 28                                                                      |                                                                         | Reti                                                                    | 1                                                                       |                                                                         |

## Palmarès

### Club

#### Competizioni nazionali
- Campionato sloveno: 1

Olimpia Lubiana: 2022-2023
- Coppa di Slovenia: 2

Olimpia Lubiana: 2020-2021, 2022-2023
- Campionato serbo: 1

Stella Rossa: 2024-2025
- Coppa di Serbia: 1

Stella Rossa: 2024-2025